# Przekłuwacz

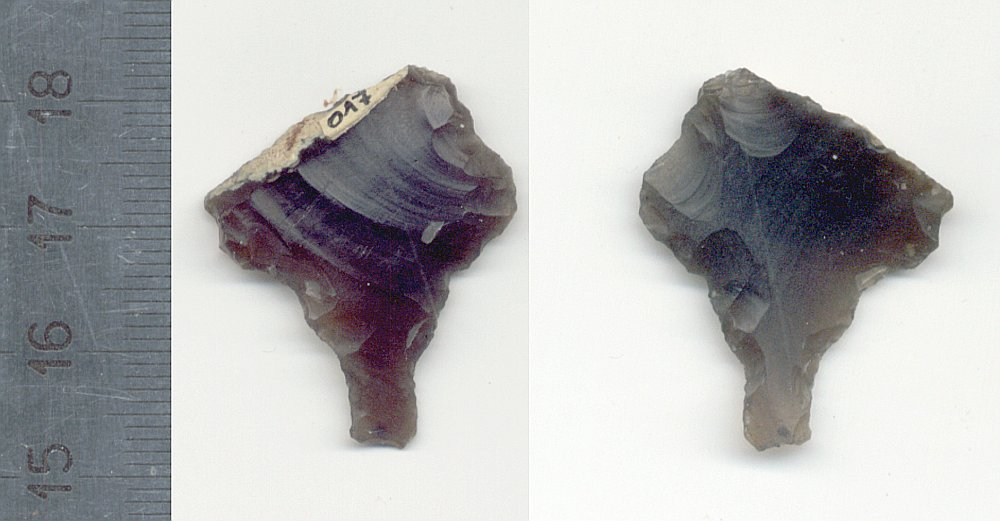
Przekłuwacz z odłamanym wierzchołkiem

Przekłuwacz – narzędzie posiadające wyodrębniony wąski lecz zawsze zaokrąglony wierzchołek uformowany przez zastosowanie przeważnie stromego retuszu dwu krawędzi bocznych. Wierzchołek uformowany retuszem to żądło lub kolec, retuszem zwrotnym – wiertnik. Dzieli się je na zinkeny (grube wierzchołki) i dopelzinkeny (podwójne)